# رابرت تیلور
رابرت تیلور (انگلیسی: Robert Taylor؛ ۱۹۴۴ – ۱۱ دسامبر ۲۰۱۴) پویانما، کارگردان فیلم، نویسنده، تهیه‌کننده تلویزیونی اهل ایالات متحده آمریکا بود.
وی همچنین برندهٔ جوایزی همچون جوایز امی ساعات پربیننده شده‌است.